# الغارة الجوية الأمريكية على حي وسوق فروة (أبريل 2025)
الغارة الجوية الأمريكية على حي وسوق فروة الشعبي أو مجزرة حي وسوق فروة السكني هي الغارات التي شنَّتها المقاتلات الأمريكية في مساء يوم الأحد 20 أبريل 2025 على حي وسوق فروة السكني في مديرية شعوب في العاصمة اليمنية صنعاء، وهو حي وسوق سكني مكتظ بالسكان، ما أدى إلى استشهاد ثلاثة أشخاص وإصابة 12 وفق بيان نشرته وزارة الصحة اليمنية. ارتفع العدد في وقتٍ لاحق إلى 12 شهيداً و30 مصاباً وقالت وزارة الصحة أن العدد مرشح للزيادة وأن فرق الدفاع المدني لا تزال تبحث عن ضحايا تحت الركام.
في يوم الاثنين 21 أبريل، أعلنت وزارةالصحة في صنعاء أن عدد الجرحى ارتفع إلى 34 وأن عدد الشهداء لا يزال 12، وأن الحصيلة قابلة للزيادة. وقد جاءت هذه الغارات بعد ثلاثة أيام تقريباً من مجزرة ميناء رأس عيسى التي خلَّفت 80 شهيداً وما يزيد عن 150 جريحاً، في حملةٍ عسكرية بدأتها أمريكا في منتصف مارس 2025.